# Ninja Master's
Ninja Master's: Haō Ninpō Chō (ニンジャマスターズ ～覇王忍法帳～ traducido aproximadamente como "Ninja los rollos del maestro de las Supremas artes Ninjas") es un videojuego de lucha con temática ninja producido por ADK lanzado en 1996 para Neo Geo, tanto para su versión arcade como para su consola de sobremesa.
Ninja Master's era el sexto y último videojuego de lucha producido por ADK, siguiendo los cuatro juegos en la serie de World Heroes y Aggressors of Dark Kombat. Posteriormente, en 2008, apareció como recopilación en el ADK Tamashii para PlayStation 2.  El 6 de diciembre de 2012 Ninja Master's se lanza para el sistema Neo-Geo X.

## Jugabilidad
Ninja Master's sigue las convenciones de muchos juegos de peleas en 2D lanzados para Neo-Geo. El jugador tiene que derrotar su adversario en combates 1 vs 1 en una serie de Asaltos siendo el mejor de 2 o el mejor de 3 luchas. Los personajes pueden cambiar entre utilizar su arma o guardarla y pelear "a mano" en cualquier momento del combate. Como en la serie Art of Fighting, Ninja Master's posee una barra de energía para realizar poderes Super.

## Personajes
- Houoh (voiced Por Yoshikatsu Fujio) - un especializado exorcist quién es inseguro de sus poderes propios.
- Goemon (voiced Por T. Mukaiyama) - Un ninja ladrón cuyo objetivo es para recoger los tesoros más grandes en Japón.
- Kamui (voiced Por Masahiko Yano) - el rival a Sasuke. Un viejo acquaintance de Sasuke es, Kamui esperanzas de destruirle después de que Sasuke ha forsaken el clan.
- Karasu (voiced Por Kouichi Koba) - un asesino de serial y guardaespaldas quién está obsesionado con cuervos (Karasu significa "Cuervo" en japonés).
- Kasumi (voiced Por Masami Katō) - un ninja aprendiz cuya abuela impide su de ir después de Nobunaga.
- Natsume (voiced Por Mayumi Minoda) - un huérfano quién, después de que habiendo una pesadilla, strives para matar Nobunaga.
- Nobunaga (voiced Por Masao Harada) - el jefe final del juego. Un tirano brainwashed por el demonio sabido cuando Haoh, Nobunaga pone fuera para conquistar el mundo.
- Raiga (voiced Por Masahiro Yano) - un renombrado bounty cazador cuya misión es para derrotar Goemon.
- Ranmaru (voiced Por Yasue Ishi) - el subjefe del juego. Un criado inmortal y leal a Nobunaga, Ranmaru intentos a vanquish Haoh, quién posee Nobunaga.
- Sarutobi Sasuke (voiced Por Kabao Kikkawa) - el carácter principal del juego. Un ninja experto y traidor de su propio ninja clan quién busca para vengar la muerte de su padre.
- Tenho (voiced Por Shinobu Sekimoto) - un hombre japonés viejo quién estuvo abandonado en Corea en nacimiento.
- Unzen (voiced Por Masahiko Yano) - un monje anterior en búsqueda del aspecto mejor de vida.

Como sucedió con varios juegos de ADK, SNK Playmore también revivió algunos personajes de este juego en sus últimos lanzamientos. Por ejemplo tenemos el caso de Sasuke (el carácter principal de este juego), que aparece como su carta-personaje en el juego SNK vs. Capcom: Card Fighters DS.

## Recepción
La jugabilidad de Ninja Master's es similar a la de la serie Samurai Shodown, pero el jugador también puede sacar o guardar el arma de su personaje en cualquier momento. Esto es una adición interesante, ya que los movimientos de los personajes son diferentes dependiendo de si son ejecutados con arma desenfundada o sin ella. Pero este concepto no es plenamente ejecutado, y el resultado es un luchador bastante bueno que podría haber sido mucho más.